# Illustrierte Flora
Die Illustrierte Flora war eine österreichische Monatszeitschrift zu Themen des Gartenbaus und der Gärtnerei, die von 1880 bis 1937 in Wien erschien. Vorgängerin war die Flora, ihre Nachfolgerin war die Monatszeitschrift Illustrierte Flora und Nützliche Blätter, die von 1938 bis 1944 ebenfalls in Wien erschien. Deren Nachfolgerin war die Monatszeitschrift Gartenzeitschrift Illustrierte Flora die von 1946 bis 1955 in Wien erschien.
Als Beilagen enthielt die Illustrierte Flora zeitweise Nützliche Blätter, danach Praktische Mittheilungen für alle Interessen des täglichen Lebens und Illustrierte nützliche Blätter.